# Friedrich Schürer von Waldheim
Friedrich Rudolf Victor Schürer von Waldheim, kurz Fritz Schürer von Waldheim (* 1. September 1866 in Unterdöbling; † 2. Juni 1935 Wien), war ein österreichischer Arzt und Alternativmediziner.

## Leben
Friedrich Schürer von Waldheim wurde am 1. September 1866 als Sohn des Apothekers Anton Schürer von Waldheim der Ältere (* 24. Februar 1830 in Wien; † 13. August 1899 ebenda) und dessen Ehefrau Ludovika Barbara Edle von Huze in Unterdöbling geboren und am 5. September 1866 auf den Namen Friedrich Rudolf Victor getauft. Seine Brüder waren unter anderem der Pharmazeut und Fachschriftsteller Max Schürer von Waldheim (* 10. September 1860 in Unterdöbling; † 15. September 1942 in Wörgl) und der Apotheker und pharmazeutisch-chemische Fachschriftsteller Anton Schürer von Waldheim der Jüngere (* 10. Mai 1862 in Unterdöbling; † 31. August 1934 in Wien).
Sein Onkel war der Verleger und Druckereibesitzer Rudolf Schürer von Waldheim (* 12. Dezember 1832 in Wien; † 2. Jänner 1890 in Abbazia, Istrien) und sein Großvater väterlicherseits war der Apotheker Karl Schürer von Waldheim (* 13. August 1798 Wien; † 29. Jänner 1856 ebenda).
Fritz Schürer von Waldheim erwarb 1885 am Franz-Joseph-Gymnasium die Matura und studierte anschließend an der Universität Wien Medizin. Am 30. Januar 1886 stiftete er mit drei Kommilitonen, darunter auch Gottlieb August Crüwell, das Corps Symposion Wien. 1891 wurde er zum Dr. med. promoviert.
Nach dem Studium war er bis 1934 überwiegend in Wien als Arzt niedergelassen. Schürer von Waldheim war ein Vertreter einer auf naturgemäßen Lebensgewohnheiten basierenden Alternativen Medizin, ließ jedoch zur Unfallbehandlung den Einsatz von chemischen Präparaten zu. In der Krebstherapie vertrat er das Konzept der „aktiven Immunisierung“. In seinen Publikationen nahm er eine entschiedene Position gegen die Schulmedizin ein.
Er wurde am Neustifter Friedhof bestattet.
Zu seinen Nachkommen zählte der Chirurg Friedrich Schürer-Waldheim und die Anthropologin Hella Pöch (geborene Schürer von Waldheim).

## Veröffentlichungen
- Ignaz Philipp Semmelweis. Sein Leben und Wirken. Urteile der Mit- und Nachwelt. Hartleben, Wien/Leipzig 1905 (Digitalisat).
- Die perkutane Entgiftung. Spielhagen & Schurich, Wien 1908.
- Die richtige Lebensweise. Hartleben, Wien 1910.
- Die operationslose Heilung der Blinddarmentzündung. Winkler, Leipzig um 1910.
- Naturgemäße Heilweise und Verhütung der Infektionskrankheiten als Grundlage eines Seuchengesetzes. Spielhagen & Schurich, Wien 1911.
- Die Heilung und Verhütung des Krebses. Schworella & Heick, Wien 1914.
- Kausale Fermenttherapie der Infektionskrankheiten. Schulze, Oldenburg 1927.
- Biologische Behandlung der Lues für Aerzte und Studierende der Medizin. Madaus, Berlin 1928.
- Ein neues Krebsverfahren. Versuch einer aktiven Immunisierung. Selbstverlag, Wien 1929.
- Anton Mesmer: Ein Naturforscher ersten Ranges. Sein Leben und Wirken. Seine Lehre vom tierischen Magnetismus und ihr Schicksal. Wien, Selbstverlag, 1930.